# Bistum Kiew-Schytomyr
Das Bistum Kiew-Schytomyr (lateinisch Dioecesis Kioviensis-Zytomeriensis, ukrainisch Києво-Житомирська дієцезія) ist ein römisch-katholisches Bistum im Norden der Ukraine mit Sitz in Schytomyr. Der Kirchensprengel umfasst heute die Oblaste Schytomyr, Kiew, Tschernihiw und Tscherkassy.

## Geschichte
Die Diözese Kiew wurde 1321 gegründet. Die ersten Bischöfe sind Missionsbischöfe. Unter Bischof Clemens (1466–73) wird Kiew permanenter Bischofssitz. Er errichtet eine Kathedrale. Zwischen 1626 und 1751 wird die Konkathedrale in Schytomyr, der heutigen Kathedrale des Bistums Kiew-Schytomyr, errichtet. 1778 erfolgte die Annexion des Gebietes durch Russland und die Aufhebung der Diözese Kiew. Auf Druck der orthodoxen Kirche in der damals zum russischen Zarenreich gehörenden Stadt durfte kein katholischer Bischof mehr residieren. 1798 wurde die Diözese Kiew mit Sitz in Schytomyr wiedererrichtet und  mit der Diözese Luzk zu Luzk-Schytomyr vereinigt. 1925 erfolgte die Auftrennung in zwei separate Diözesen Luzk und Schytomyr; 1998 die Namensänderung durch Papst Johannes Paul II. in Kiew-Schytomyr. 2002 wurde der östlichen Teils der Diözese in das Bistum Charkiw-Saporischschja ausgegliedert.

## Bistum

### Bischöfe
- Jan Purwiński (16. Januar 1991 – 15. Juni 2011, emeritiert)
- Petro Herkulan Maltschuk OFM (15. Juni 2011 – 27. Mai 2016 †)
- Witalij Krywyzkyj SDB, (seit 30. April 2017)

### Kathedrale
Hauptkirche des Bistums ist die Kathedrale St. Sofia (Göttliche Weisheit) in Schytomyr. Konkathedrale in Kiew war von 1909 bis 1938 die Kirche St. Nikolaus. Inzwischen ist die älteste katholische Kirche Kiews, die Alexanderkirche zur Konkathedrale erhoben worden.

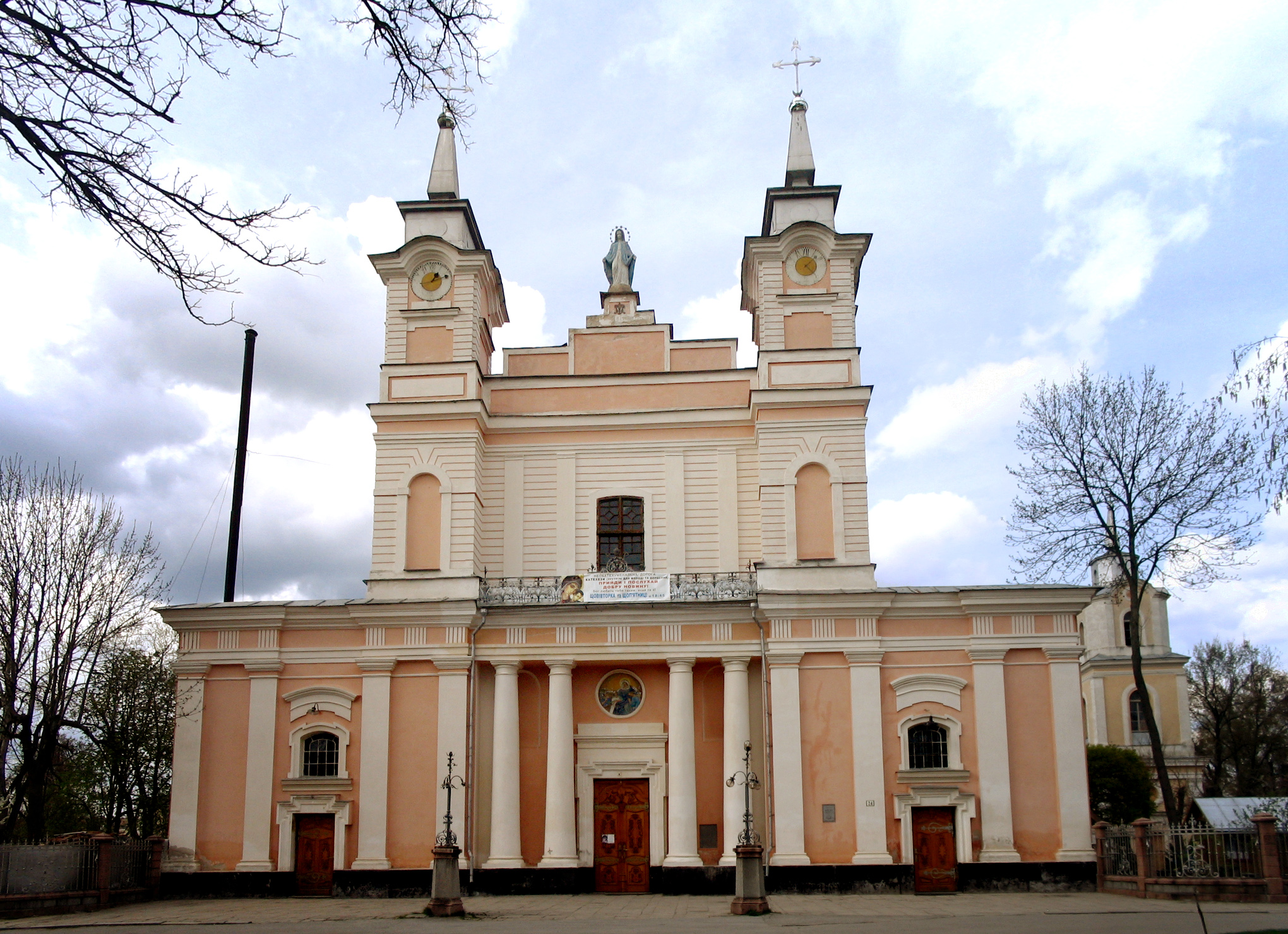
Sofienkathedrale Schytomyr
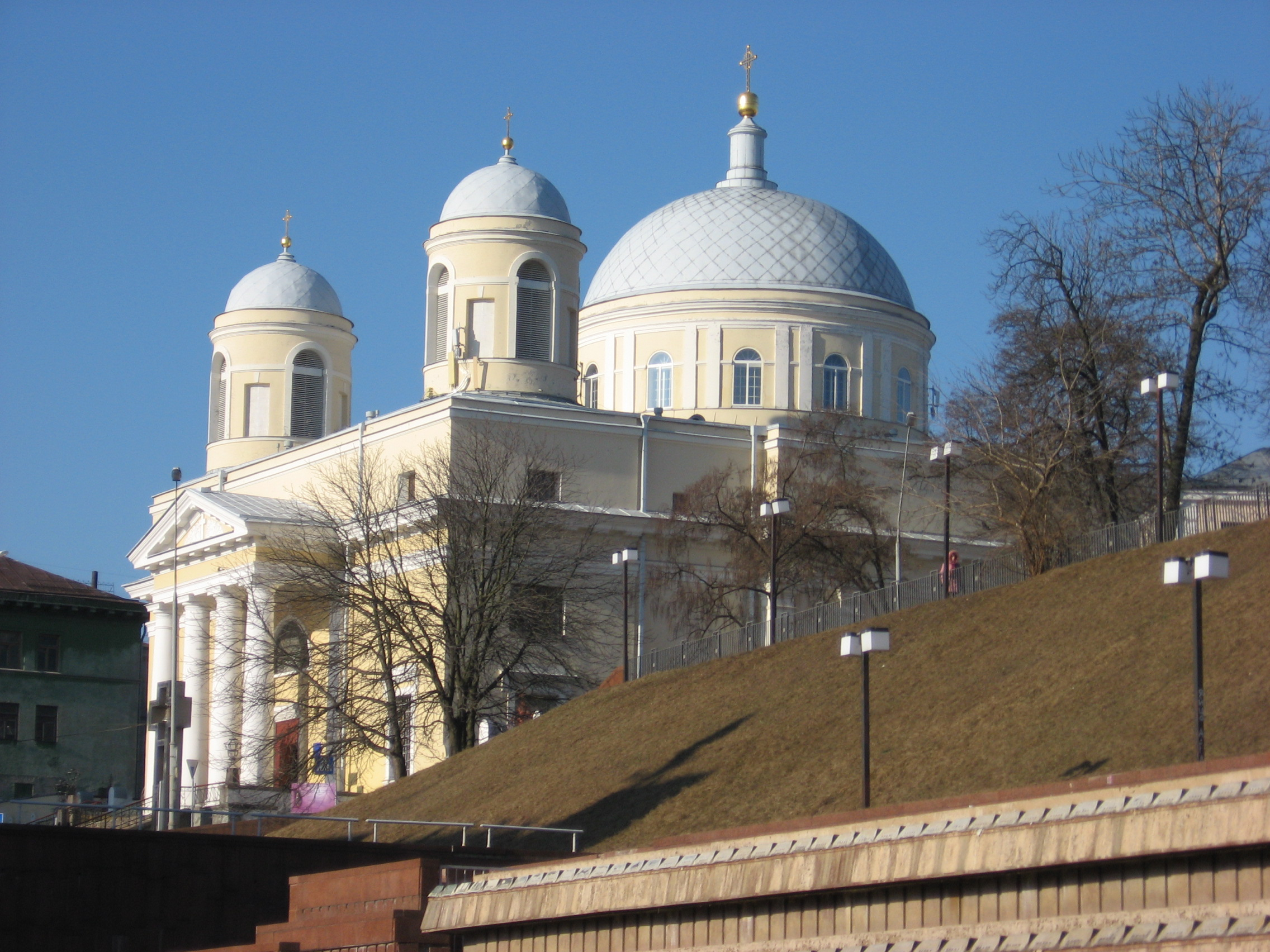
Alexanderkathedrale Kiew
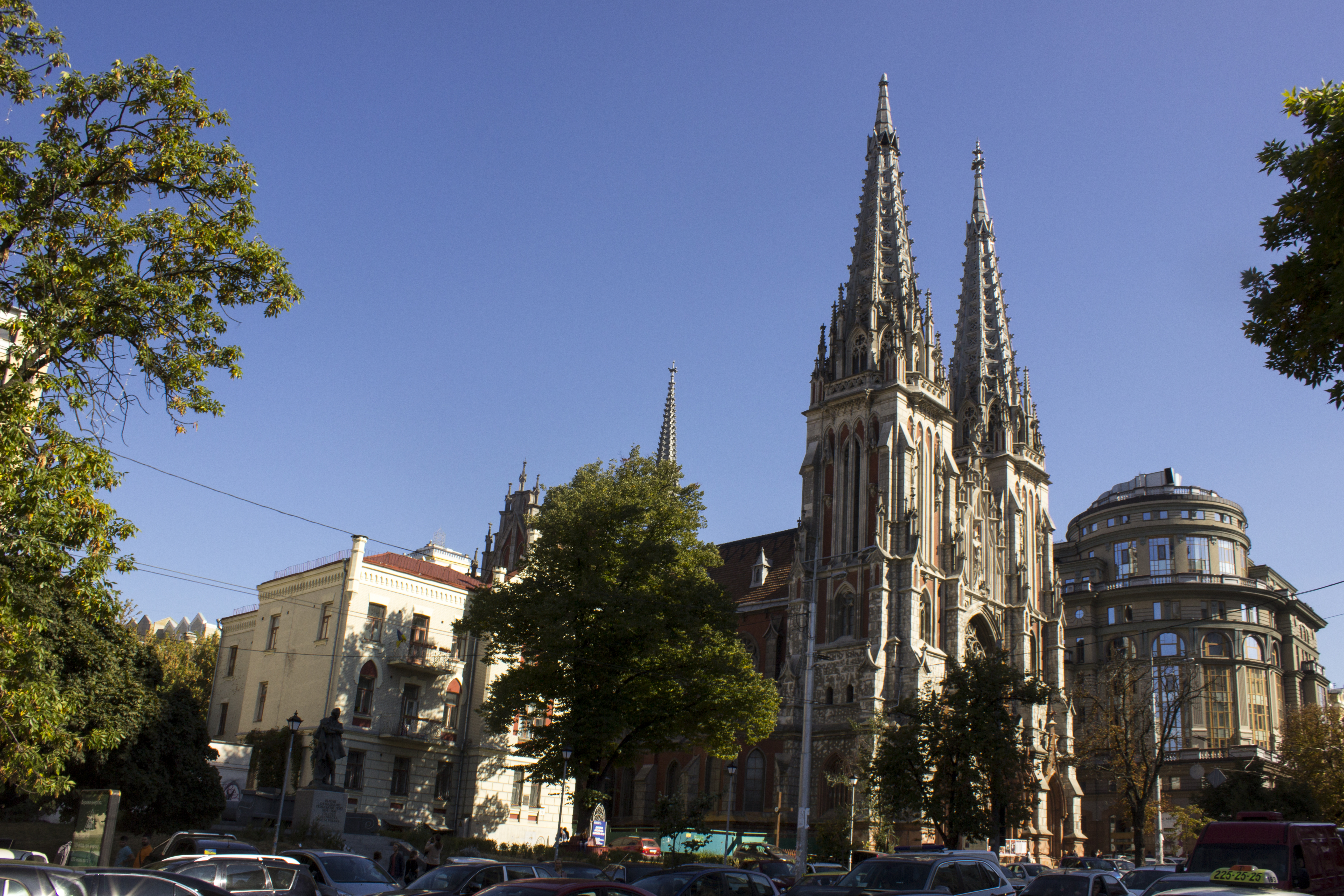
Nikolauskathedrale Kiew